# Nicola de Marco
Nicola de Marco, född 28 augusti 1990 i Pordenone, är en italiensk racerförare.

## Racingkarriär
de Marco tävlade i FIA Formula Two Championship 2009 och lyckades som bäst ta en tredjeplats. Totalt i mästerskapet slutade han på tiondeplats. Han fortsatte i samma mästerskap även 2010 och tog två segrar under säsongen. Trots detta slutade han bara som åtta i mästerskapet, efter många brutna tävlingar och mycket otur.
| År                                               | Klass/Mästerskap                         | Team                       | Bil                       | Totalt/poäng | Bästa placering      |
| ------------------------------------------------ | ---------------------------------------- | -------------------------- | ------------------------- | ------------ | -------------------- |
| 2006                                             | Formula Azzurra                          | Durango                    | Gloria B5.10Y (Yamaha)    | 3:a/57p      | Tre segrar           |
| 2006                                             | Formula Renault 2.0 Italia Winter Series | Durango                    | Tatuus FR2000 (Renault)   | 9:a/50p      | Två åttondeplatser   |
| 2007                                             | Italienska F3-mästerskapet               | Lucidi Motors Srl.         | Dallara F304 (Opel)       | 6:a/67p      | ?                    |
| 2008                                             | Spanska F3-mästerskapet                  | RP Motorsport              | Dallara F308 (Toyota)     | 4:a/75p      | Två segrar           |
| 2008                                             | F3 Macau Grand Prix                      | RC Motorsport              | Dallara F308 (Volkswagen) | 19:e         | 19:e                 |
| 2009                                             | FIA Formula Two Championship             | I.T.A.S Spa (huvudsponsor) | Williams JPH1 F2 (Audi)   | 10:a/25p     | 3:a på Brno (Race 2) |
| 2010                                             | FIA Formula Two Championship             | SpritzOne (huvudsponsor)   | Williams JPH1B F2 (Audi)  | 8:a/98p      | Två segrar           |
| Senast uppdaterad: 2010-09-19 (5195 dagar sedan) |                                          |                            |                           |              |                      |